# Syrdarjinský vilájet
Syrdarjinský vilájet je jeden z vilájetů (regionů) Uzbekistánu. Leží ve středním Uzbekistánu na levém břehu řeky Syrdarja. Sousedí s Taškentským vilájetem a Džizzackým vilájetem a dále s Kazachstánem a Tádžikistánem. V roce 2021 v regionu žilo asi 861 tisíc obyvatel. Hlavním městem je Gulistan.
Populace regionu se soustředí zejména podél hlavní dálnice, která celý region zároveň dělí na dvě části (západní a východní). Dominantním etnikem regionu jsou Uzbeci, ale nachází se zde také početná tádžická menšina. Region se dělí na celkem osm okresů a leží zde pět měst, z nichž tři jsou okresní. Převládají zde pouště a polopouště, panuje zde kontinentální podnebí. Významným zdrojem příjmů místních obyvatel je zemědělství; zejména se zdě pěstuje bavlna a také různé obilniny (klíčové pro místní zemědělství je však zavlažování). Provozuje se zde také pastevectví, a to zejména skotu. V regionu se nachází také jedna z nejvýznamnějších vodních elektráren v zemi, přičemž v menší míře je zde provozován také mj. konstrukční průmysl.